# Kraftwerk Ritom
Kraftwerk Ritom är ett vattenkraftverk i Schweiz.   Det ligger i distriktet Leventina och kantonen Ticino, i den sydöstra delen av landet, 110 km sydost om huvudstaden Bern. Kraftwerk Ritom ligger 1 020 meter över havet.
Terrängen runt Kraftwerk Ritom är huvudsakligen bergig. Kraftwerk Ritom ligger nere i en dal. Runt Kraftwerk Ritom är det glesbefolkat, med 8 invånare per kvadratkilometer.. Närmaste större samhälle är Airolo, 5,3 km väster om Kraftwerk Ritom. 
Trakten runt Kraftwerk Ritom består i huvudsak av gräsmarker.